# The Funk Brothers
The Funk Brothers var ett smeknamn för en grupp studiomusiker från Detroit knutet till skivbolaget Motown, som ackompanjerade på åtskilliga av skivbolagets inspelningar mellan 1959 och 1972. Gruppen har turnerat ända in på 2000-talet.

## Medverkande (i urval)
- Keyboard: Earl Van Dyke (1964-1972), Joe Hunter (1959-1964), Johnny Griffith (1963-1972), Richard "Popcorn" Wylie (1959-1962)
- Gitarr: Eddie "Chank" Willis (1959-1972), Joe Messina (1959-1972), Robert White (1959-1972), Marvin Tarplin (1959-1972), Dennis Coffey (1967-1972), Melvin "Wah Wah Watson" Ragin (1968–1972), Ray Parker Jr. (1968-1972)
- Trummor: William "Benny" Benjamin (1959-1969, Richard "Pistol" Allen (1959-1972), Uriel Jones (1963-1972), Marvin Gaye (1961–1962), Freddie Waits (1963-1967)
- Bas: James Jamerson (1959-1972), Bob Babbitt (1967-1972), Clarence Isabell (1959-1962), Edward Pickens (1968-1972)
- Slagverk/Percussion: Jack Ashford (1959-1972), Eddie "Bongo" Brown (1959-1972)

## Artister The Funk Brothers har samarbetat med (i urval)
The Miracles, The Temptations, The Supremes, Martha & The Vandellas, The Marvelettes, Marvin Gaye, The Contours, Jackson 5, The Four Tops, The Spinners, The Originals, The Andantes, Stevie Wonder, Mary Wells, Diana Ross, Smokey Robinson and the Miracles, Junior Walker & the All Stars, Tammi Terrell, The Elgins, Shorty Long, Jimmy Ruffin, Edwin Starr, The Isley Brothers, The Capitols, Jackie Wilson, Freda Payne